# 阿加尔
阿加尔（Agar），是印度中央邦Shajapur县的一个城镇。总人口31202（2001年）。

## 人口
该地2001年总人口31202人，其中男性16196人，女性15006人；0—6岁人口4919人，其中男2543人，女2376人；识字率66.72%，其中男性为74.86%，女性为57.93%。